# Hedd Wyn
Ellis Humphrey Evans, més conegut com a Hedd Wyn (Pau blanca) nasqué a Trawsfynydd (Merioneth) el 1887 i morí a la batalla de Passchendaele (Bèlgica) el 1917.
Era un pastor i poeta gal·lès, va guanyar diversos premis als Eistedfodd, fou mort durant la Primera Guerra Mundial. Publicà el recull Cerddi’r bugail (Poemes pastorils, 1918) on destaca el poema Yr Arwr (L'heroi).